# Halfway (Maryland)
Halfway és una concentració de població designada pel cens dels Estats Units a l'estat de Maryland. Segons el cens del 2000 tenia 10.065 habitants.

## Demografia
Segons el cens del 2000, Halfway tenia 10.065 habitants, 4.275 habitatges, i 2.851 famílies. La densitat de població era de 828,6 habitants/km².
Dels 4.275 habitatges en un 26,9% hi vivien nens de menys de 18 anys, en un 53,2% hi vivien parelles casades, en un 10,4% dones solteres, i en un 33,3% no eren unitats familiars. En el 29,1% dels habitatges hi vivien persones soles el 16,1% de les quals corresponia a persones de 65 anys o més que vivien soles. El nombre mitjà de persones vivint en cada habitatge era de 2,32 i el nombre mitjà de persones que vivien en cada família era de 2,85.
Per edats la població es repartia de la següent manera: un 22,2% tenia menys de 18 anys, un 5,9% entre 18 i 24, un 26,5% entre 25 i 44, un 23,5% de 45 a 60 i un 21,9% 65 anys o més.
L'edat mediana era de 42 anys. Per cada 100 dones de 18 o més anys hi havia 81,6 homes.
La renda mediana per habitatge era de 41.892$ i la renda mediana per família de 51.143$. Els homes tenien una renda mediana de 36.847$ mentre que les dones 26.008$. La renda per capita de la població era de 21.518$. Entorn del 4,3% de les famílies i el 5,6% de la població estaven per davall del llindar de pobresa.

## Poblacions més properes
El següent diagrama mostra les poblacions més properes.